# イエンタイン県
イエンタイン県（イエンタインけん、ベトナム語：Huyện Yên Thành / 縣安城? ）は、ベトナム社会主義共和国ゲアン省の県。面積は551.92 km²、人口は302,500人（2018年）である。

## 行政区画
1市鎮38社を管轄する。